# 數位排毒
數位排毒(Digital detox)是指人們關上電腦和放下自己的行動裝置，放下職位和身分，投入大自然的懷抱，不用任何網路和外界連絡，就像回到小時候，享受單純簡樸的生活。

## 數位排毒的好處
- 良好的心理健康：科學家越來越擔心，沉迷於和類數位設備，使人類造成混亂，不利於我們利用腦筋去思考。
- 更好的人與人之間的關係：可以保持更好的關係，花費太多的時間在社交媒體平台不利與人互動，從面對面的交流，對溝通和社交能力的造成預防效果。
- 提高生產力：移動設備和工具往往會造成分心的工作，導致業績不佳，粗心大意，心不在焉和失敗。
- 良好的姿勢：使用太多移動設備技術的物理效應會影響包括手腕，手臂和肩部疼痛，耳朵轟鳴，眼睛疲勞和睡眠不足

## 外部連結
- （页面存档备份，存于） – 數位排毒　拿回你的「斷線權」